# محافظات البحرين
تنقسم مملكة البحرين إلى أربع محافظات هي:
| الخريطة              | المحافظة          | السكان (2020) | المساحة (كم2) |
| -------------------- | ----------------- | ------------- | ------------- |
|                      | 1. محافظة العاصمة | 534,939       | 38            |
| 2. محافظة المحرق     | 263,373           | 56            |               |
| 3. المحافظة الشمالية | 375,648           | 141           |               |
| 4. المحافظة الجنوبية | 298,244           | 523           |               |

## التاريخ
كانت أول بلدية في البحرين هي بلدية المنامة وتتكون من 8 أعضاء وأنشأت في يوليو 1919. كان يتم انتخاب أعضاء البلدية سنويا. بلدية المنامة أول بلدية تنشأ في العالم العربي. كانت البلدية مسؤولة عن تنظيف الطرق وتأجير المباني والمحلات التجارية للمستأجرين. بحلول عام 1929 أجرت توسعيات في الطرق وكذلك فتح الأسواق والمسالخ. في عام 1958 بدأت بلدية مشاريع تنقية المياه. في عام 1960 ضمت البحرين أربع بلديات وهي المنامة والحد والمحرق والرفاع. على مدى السنوات الثلاثين التالية تم تقسيم البلديات الأربع إلى 12 بلدية بإضافة المستوطنات السكنية الجديدة مثل مدينة حمد ومدينة عيسى. كانت هذه البلديات تُدار من المنامة في ظل المجلس البلدي المركزي الذي يعين الملك أعضاؤه.

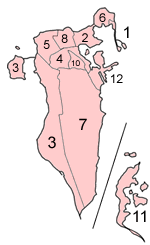
محافظات البحرين سابقا

عقدت أول انتخابات بلدية في البحرين بعد الاستقلال في عام 1971 ثم في 2002 وكان آخرها في عام 2014.
في 22 سبتمبر 2014 أصدر الملك حمد بن عيسى آل خليفة مرسوم ملكي بإلغاء المحافظة الوسطى وتوزيع مجمعاتها على محافظات العاصمة والشمالية والجنوبية استعدادا للانتخابات النيابية والبلدية لعام 2014. وفي 24 سبتمبر 2014 تم إلغاء المجلس البلدي للعاصمة واستبدالها بأمانة عامة يعين أعضائها الملك.

## الدوائر الانتخابية
يتم تجميع عدد معين من المجمعات المتجاورة لتشكيل دائرة ناخبين في البلاد. كل أربع سنوات تجري هذه الانتخابات في هذه الدوائر. مع كل دائرة انتخاب النائب الخاص بها. كانت الانتخابات الأخيرة في 2022.
لديه كل محافظة أيضا مجلسها البلدي الخاص مع انتخابات منفصلة لهم.